# مراكش إي بريكس 2016
مراكش إي بريكس 2016 هو سباق سيارات فورمولا إي الكهربائية
أقيم بتاريخ 12 نوفمبر 2016 في Circuit International Automobile Moulay El Hassan ‏، المغرب، وكان السباق 2 من أصل 12 في بطولة العالم للفورمولا إي 2016–17، وكان أول المنطلقين فيليكس روزنكفيست ‏.
فاز بالمركز الأول  سيباستيان بويمي، وكان صاحب أسرع لفة لويك دوفال.